# Lisowice (powiat łódzki wschodni)
Lisowice – wieś w Polsce położona w województwie łódzkim, w powiecie łódzkim wschodnim, w gminie Koluszki.
Wieś szlachecka położona była w drugiej połowie XVI wieku w powiecie rawskim ziemi rawskiej województwa rawskiego. 
13 grudnia 1859 we wsi urodził się Aleksander Wasiutyński – profesor Politechniki Warszawskiej, światowej sławy ekspert specjalista w dziedzinie kolejnictwa, pionier w zakresie badania toru podczas jazdy pociągów oraz twórca koncepcji przebudowy Warszawskiego Węzła Kolejowego i budowy linii średnicowej w Warszawie.
W 1894 r. majątek Lisowice kupili Silbersteinowie i na ich zlecenie przebudowano pałac w Lisowicach według projektu Adolfa Zeligsona. 
W latach 1975–1998 miejscowość należała administracyjnie do województwa piotrkowskiego.
Teren pagórkowaty porośnięty od strony wschodniej lasem.
W okolicy znajdują się dwa hotele oraz ośrodki wypoczynkowe.

## Zabytki
Według rejestru zabytków NID na listę zabytków wpisany jest obiekt:
- park dworski, nr rej.: 379 z 30.05.1967